# Gascueña de Bornova
Gascueña de Bornova település Spanyolországban, Guadalajara tartományban. Gascueña de Bornova Prádena de Atienza, Robledo de Corpes, Villares de Jadraque és Bustares községekkel határos. Lakosainak száma 25 fő (2024).

## Népesség
A település népessége az utóbbi években az alábbiak szerint változott:
| Lakosok száma | 45   | 54   | 52   | 68   | 67   | 42   | 35   | 28   | 31   | 25   |
|               | 2001 | 2004 | 2006 | 2009 | 2011 | 2014 | 2016 | 2019 | 2021 | 2024 |